# Heichal Shlomo
Heichal Shlomo es la antigua sede de la Gran Rabinato de Israel. Está al lado de la  Gran Sinagoga en  calle King George, Jerusalén. El edificio tiene actualmente el Museo de la Herencia Judía, RENANIM Sinagoga, el espacio de oficinas y un auditorio. Está al otro lado de la Leonardo Plaza Hotel Jerusalem. El edificio fue terminado en 1958. En 1992 se convierta en un museo de "arte judío".